# Ula (Ula) javanica
Ula (Ula) javanica is een tweevleugelige uit de familie Pediciidae. De soort komt voor in het Oriëntaals gebied.